# 1553

## أحداث
- تأسيس مدينة سانت أندري وتقع حاليا في البرازيل.
- تأسيس مدينة سانتياغو ديل استيرو وتقع حاليا في الأرجنتين.
- تأسيس مدينة ساو برناردو دو كامبو وتقع حاليا في البرازيل.
- 26 مارس: تأسيس مدينة بورلامار وتقع حاليا في فنزويلا.
- إعدام شاهزاده مصطفى، ابن سليمان القانوني.

## مواليد
- أرشيدوق أرنست من النمسا
- ألبرخت فريدرخ (دوق بروسيا)
- جاك وارد
- خواكيم ليتشنر ملحن ألماني
- لوكا مارينزيو ملحن إيطالي
- مارغريت من فالوا
- يوهانس كرابه

## وفيات
- إدوارد السادس
- ميخائيل سيرفيتوس
- الأمير شاهزاده مصطفى ابن السلطان سليمان القانوني